# Kasteel Spreeuwenborg

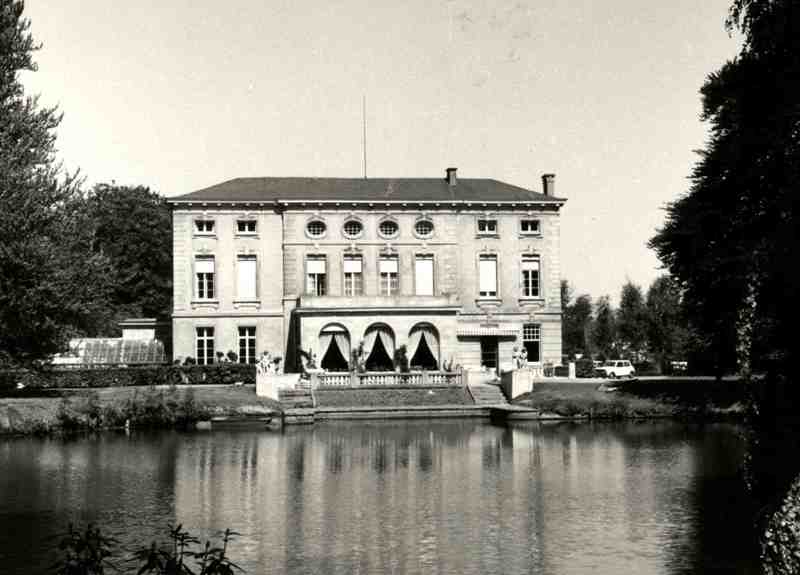
Kasteel Spreeuwenborg

Kasteel Spreeuwenborg is een kasteel in de Antwerpse plaats Schilde, gelegen aan de Alfons Van den Sandelaan 12-14.

## Geschiedenis
Waarschijnlijk was het Jacob de Vocht die begin 16e eeuw een buitenhuis oprichtte op een voormalig terrein van de Abdij van Affligem. In 1553 kwam het in bezit van de familie Melchior en vervolgens kende het een reeks eigenaren totdat het in 1937 werd verkocht aan de NV Casa en in 1959 aan de vennootschap Les Cygnes. Omstreeks 1950 werden de gebouwen vergroot en ook werd toen de tuin aangelegd.

## Gebouw
Het gebouw, in neoclassicistische stijl, dateert van omstreeks 1950 en heeft vermoedelijk een oudere kern. De zuidelijk voorgevel kijkt uit op een vijver. Deze ligt in een park dat omstreeks 1950 werd aangelegd door Guillaume de Bosschere.